# Michelle Gayle
Michelle Gayle (* 2. Februar 1971 in London) ist eine britische Sängerin und Schauspielerin. In den 1990er Jahren hatte sie einige Hitsingles in Europa, von denen es Sweetness 1994 und Do You Know 1997 in die Top 10 der UK-Charts schafften.

## Biografie
Michelle Gayle besuchte die Barbara Speake Stage School in Acton, wo Naomi Campbell zu ihren Mitschülern gehörte. Mit 17 Jahren spielte sie die Rolle der Fiona Wilson in Grange Hill, einer Fernsehserie der BBC. 1990 wechselte sie zu EastEnders, der ersten Soap über eine schwarze Familie im englischen Fernsehen. Ihr Rollenname war Hattie Tavernier. Nach drei Jahren verließ sie die Produktion, um sich ihrer Musikkarriere zu widmen.
Ein Vertrag bei RCA Records ermöglichte 1993 die erste Single-Veröffentlichung. Looking Up stieg im August in die britischen Charts und verfehlte mit Platz 11 nur knapp die Top 10. Noch besser lief es ein Jahr danach für den Titel Sweetness, der Platz 4 im Vereinigten Königreich erreichte und dort insgesamt 300.000 Exemplare verkaufte. Auch in der Schweiz und in Deutschland stieg das Lied in die Hitparaden.
Auf dem 1994er Debütalbum, das von Narada Michael Walden und Simon Climie produziert wurde, waren neben den beiden bisherigen Singles weitere Hits enthalten. I’ll Find You enterte 1994 Platz 26, Freedom 1995 Platz 16 der UK-Charts. Ein viertel Jahr später erreichte Happy Just to Be with You Platz 11 in England und eine mittlere Position in Deutschland. Diesen Erfolgen verdankte Gayle 1995 zwei Nominierungen bei den BRIT Awards, eine als Beste weibliche Künstlerin (Best Female) und eine weitere für die beste Single (Best Single).
Unter dem Namen Childliners nahm Gayle neben diversen anderen Künstlern, wie Backstreet Boys, Boyzone, MN8, Sean Maguire, Deuce, Ultimate Kaos, East 17, Peter Andre und Dannii Minogue, die Weihnachtssingle The Gift of Christmas auf, die es im Dezember 1995 auf Rang 9 der britischen Charts schaffte.
1997 kehre Michelle Gayle mit den Singles Do You Know (Platz 6) und Sensational (Platz 14) in die Charts zurück. Das dazugehörige Album Sensational stieg im Mai des Jahres auf Platz 17 in die Albumcharts ein und hielt sich dort vier Wochen. Die Plattenfirma war mit den Verkaufszahlen unzufrieden und beendete die Zusammenarbeit mit der Londonerin, die nun einen Kontrakt bei EMI unterzeichnete. Me One und Ivan Matias schrieben Lieder, die von Gayle aufgenommen wurden. Zur Veröffentlichung kam es aber nie, denn sie verließ das Label 1999 nach Umstrukturierungen und widmete sich wieder ihrem Job als Schauspielerin. Noch im gleichen Jahr spielte sie eine Rolle in Die Schöne und das Biest, einer West-End-Produktion.
Nach einer Auszeit, in der sie sich um ihren Sohn Isaiah kümmerte, gründete Michelle ihre eigene Musik-Produktionsfirma M Media Productions. 2003 nahm die Sängerin an der amerikanischen TV-Show Reborn in the USA teil, bei der ehemalige Popstars gegeneinander antraten und um einen neuen Plattenvertrag kämpften. Sie belegte hinter Tony Hadley, dem Leadsänger von Spandau Ballet, den zweiten Platz. Mit dem New Yorker Produzenten Terence Dudley, der auch für 50 Cent arbeitete, entstand Got to Be Me. Die Single wurde zwar promotet, aber kein Hit.
2005 kehrte Michelle zu ihren Wurzeln zurück und spielte die Cara in der Seifenoper Family Affairs bei Channel 5. Im gleichen Jahr bekam sie die weibliche Hauptrolle der Yvonne in Der Feind im Inneren (Originaltitel: Joy Division), einem Film, der im Zweiten Weltkrieg spielt. 2006 belegte Gayle den dritten Platz in der Channel-4-Show The Games, bei der Prominente in olympischen Disziplinen gegeneinander antraten. Ein Jahr danach war sie täglich in Loose Women, dem Flaggschiff von ITV zu sehen.
Ein erneuter Versuch, in der Musikbranche auf den Erfolgspfad zurückzukehren, war die Teilnahme am britischen Vorentscheid zum Eurovision Song Contest 2008. Mit ihrem Titel Woo (U Make Me) musste sie sich nur dem ehemaligen X-Factor-Finalisten Andy Abraham geschlagen geben.

## Diskografie

### Alben
- 1994: Michelle Gayle
- 1997: Sensational
- 2000: Looking Up (Kompilation)

### Singles
- 1993: Looking Up
- 1994: Sweetness
- 1994: I’ll Find You
- 1995: Freedom
- 1995: Happy Just to Be with You
- 1995: Baby Don’t Go
- 1996: Do You Know
- 1997: Sensational
- 2004: Got to Be Me